# 崔凯 (跳高运动员)
崔凯（1982年3月26日—）是一名中华人民共和国已退役跳高运动员。

## 生平
崔凯從10歲開始訓練跳高，是上海市光明中学2000屆校友。1999年，他在首届世界U18田徑錦標賽上获得银牌。他的跳高个人最好成绩是室外2.25米（2003年）和室内2.15米（2004年）。他還曾奪得第14届亚洲田径锦标赛男子跳高比赛金牌、2002年亚洲运动会跳高银牌以及2003年夏季世界大學運動會跳高銅牌。